# خيال علمي

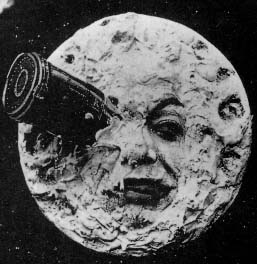
وجه القمر كما صوره رساموا الخيال العلمي في القرن العشرين

الخيال العلمي يعرف في اللغة الإنجليزية بمصطلح Science Fiction ويشار إليه اختصارا بـ "Sci-Fi" أو "SF"، وهو نوع من الفن الأدبي الذي يعتمد على الخيال، وفي قاموس المعاني يعرف الخيال العلمي بأنه: (نوع أدبيّ أو سينمائيّ تكون فيه القصَّة الخياليّة مبنيَّة على الاكتشافات العلميَّة التأمليَّة والتغيّرات البيئيّة وارتياد الفضاء، والحياة على الكواكب الأخرى)،حيث يخلق المؤلف عالما خياليا أو كونا ذا طبيعة جديدة بالاستعانة بتقنيات أدبية متضمنة فرضيات أو استخدام لنظريات علمية فيزيائية أو بيولوجية أو تقنية أو حتى فلسفية. ومن الممكن أن يتخيل المؤلف نتائج هذه الظواهر أو النظريات محاولا اكتشاف ما ستؤول إليه الحياة ومتطرقا لمواضيع فلسفية أحيانا. وقد تتناول موضوع القيم في عالم جديد مختلف، ولكن ما يميز أدب الخيال العلمي أنه يحاول أن يبقى متسقا مع النظريات العلمية والقوانين الطبيعية دون الاستعانة بقوى سحرية أو غير طبيعية مما يجعله متمايزا عن الفانتازيا، وغالبا ما يكون الإطار الزماني لرواية الخيال العلمي في المستقبل القريب أو البعيد. أمّا الإطار المكاني للرواية فقد يكون على سطح الأرض أو على إحدى الكواكب السيّارة أو في أي بقعة من الكون أو حتى في أماكن خيالية كالأبعاد المتوازية، ومن الممكن أن نجد قصص الخيال العلمي في الكتب والمجلات وفي الأفلام والمسلسلات التلفازية، كما يمكن أن نجده في الأعمال الفنية مثل الرسم والنحت والألعاب والمسرحيات وغير ذلك من وسائل الإعلام المختلفة.

## محتوى ومضمون قصص الخيال العلمي

ملصق اعلاني لفلم خيال علمي

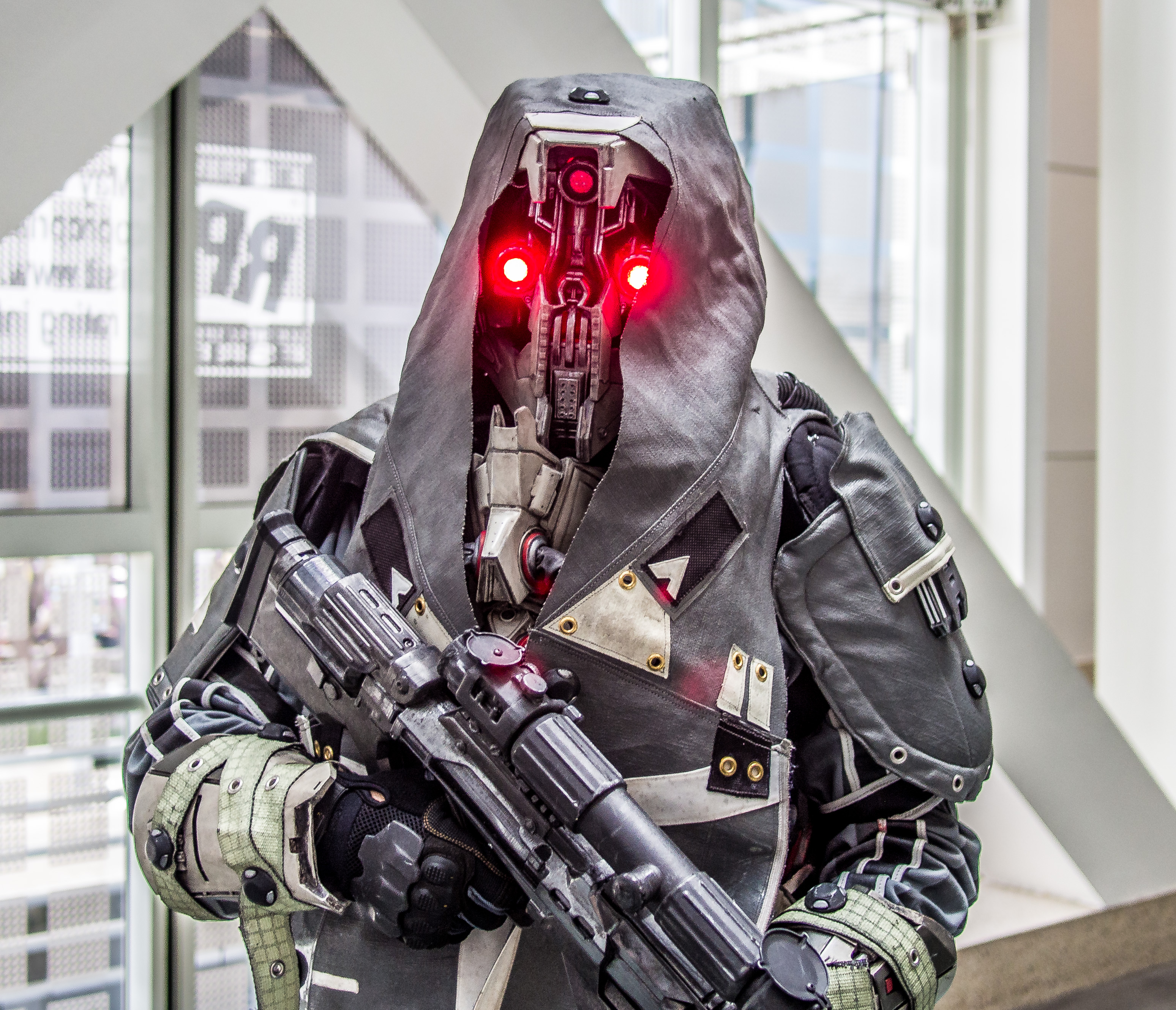
صورة من لعبة E3 2013 Killzone

- تكون القصة في إطار زماني مختلف في المستقبل، أو في عصر زمني بديل كأن يكون في ماض تاريخي يتناقض مع الحقائق المعروفة في التاريخ.
- أو قد تكون في إطار مكاني مختلف مثل الفضاء الخارجي، أو في عوالم أخرى، أو في باطن الأرض.
- تحتوي على شخصيات خيالية مثل غرباء من الفضاء، أو المسوخ، والروبوتات وآلات الأندرويد (روبوتات بشرية).
- تحتوي على تكنولوجيا مستقبلية مثل مدافع الليزر، الانتقال الآني (من مكان إلى آخر دون عبور الحيز المادي بينهما) وأجهزة الحاسوب الآلية.
- تتضمن مبادئ علمية جديدة أو قوانين تتعارض مع القوانين المعروفة سابقا مثل التنقل أو السفر عبر الزمن، والثقوب الدودية والانتقال بسرعة أسرع من الضوء وغيرها.
- تشتمل القصص على نظم سياسية أو اجتماعية جديدة ومختلفة مثل الديستوبيا أو قصة نهاية العالم وما بعدها.
- تحكي عن قدرات خارقة مثل السيطرة على العقل، والتخاطر، والتحكم بالاشياء عن بعد مثل التحريك العقلي والوجود في مكانين مختلفين في نفس الوقت.
- وجود أكوان وأبعاد مكانية أخرى وامكانية السفر بينها.

## تاريخ
كوسيلة لفهم العالم من خلال التكهن ورواية القصص، تعود جذور قصص الخيال العلمي إلى علم الأساطير أو الميثولوجيا، ونجد بوادر ظهور الخيال العلمي عند الكاتب لوقيان السميساطي في مؤلفه قصص حقيقية القرن الثاني للميلاد، وكذلك في بعض حكايات ألف ليلة وليلة، وحكاية قاطع الخيزران في الفلكلور الياباني في القرن العاشر للميلاد وبعض كتابات ابن النفيس في القرن الثالث عشر للميلاد.
وتعتبر قصة رحلات غوليفر المنشورة في عام (1726) للكاتب الإنكليزي جوناثان سويفت واحدة من أوائل أعمال أدب الخيال العلمي، بجانب قصة ميكروميغاس (1752) للكاتب والفيلسوف الفرنسي فولتير، وقصة صومنيوم التي كتبها يوهانس كيبلر بين عامي (1620 - 1630) واعتبر كل من إسحاق أزيموف وكارل ساغان هذه القصة كأول قصة خيال علمي، وهي تصور رحلة إلى القمر وكيفية مشاهدة حركة الأرض من هناك، ومثال آخر هو قصة (نيلز كليم الذي يسافر إلى جوف الأرض) للكاتب النرويجي لودفيج هولبيرج، وكذلك رواية فرانكنشتاين (1818) للكاتبة الإنجليزية ماري شيلي، حيث يعتبر كاتب الخيال العلمي الإنكليزي برايان ألديس بدوره هذه الرواية كأول عمل في الخيال العلمي.

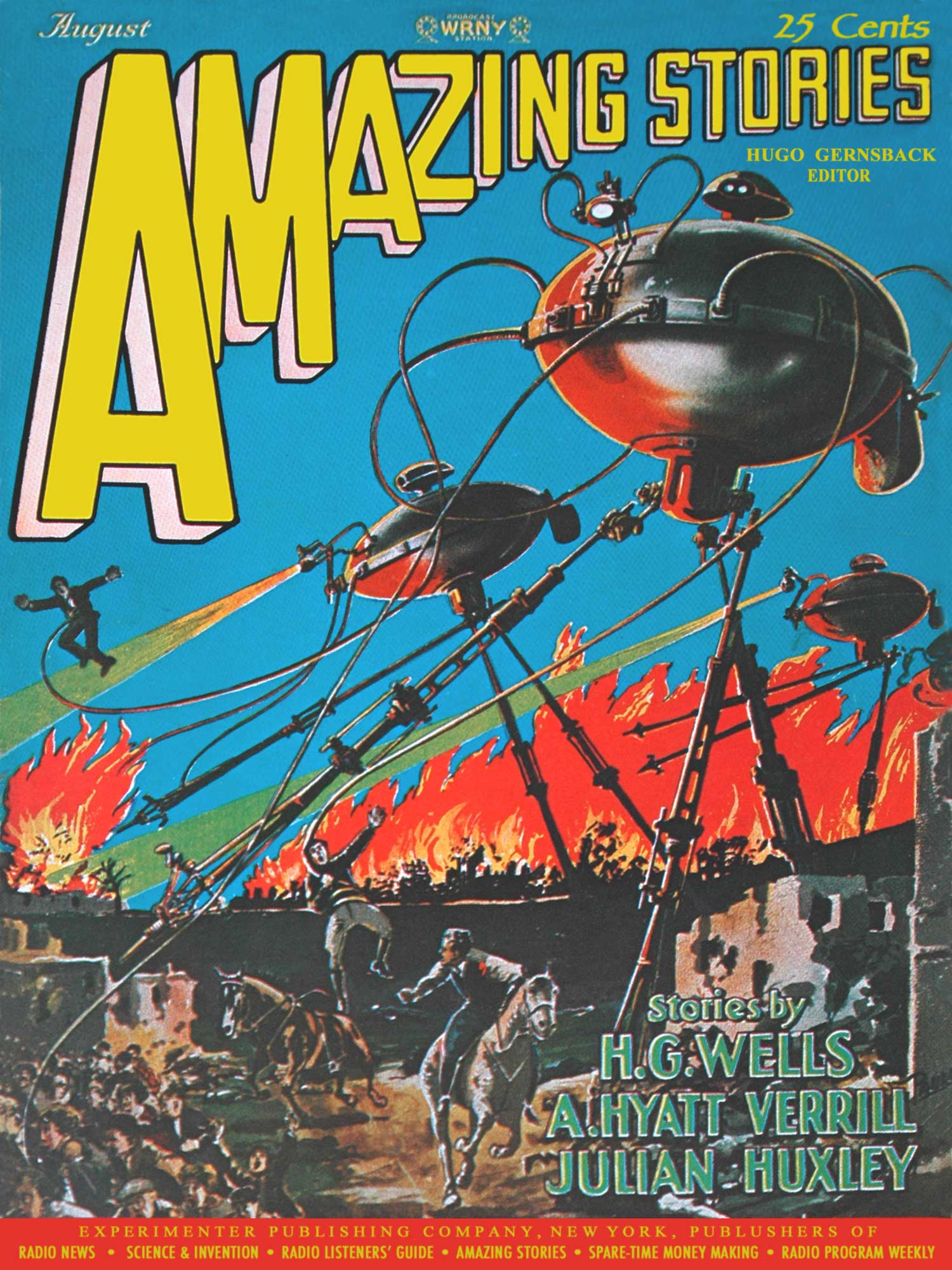
مجلة قصص خيال علمي صادرة عام 1927

وبعد تطور الرواية في القرن الثامن عشر كشكل أدبي، ظهرت كتابات ماري شيلي في أوائل القرن التاسع عشر مثل فرانكنشتاين والرجل الأخير والتي ساعدت على تحديد شكل رواية الخيال العلمي، وفي وقت لاحق كتب إدغار آلان بو قصة عن رحلة إلى القمر، فظهرت المزيد من الأمثلة طوال سنوات القرن التاسع عشر.